# Agapetus hadimensis
Agapetus hadimensis är en nattsländeart som beskrevs av Füsun Sipahiler 1996. Agapetus hadimensis ingår i släktet Agapetus och familjen stenhusnattsländor. Inga underarter finns listade i Catalogue of Life.